# Memoriał Alfreda Smoczyka 2019
Memoriał Alfreda Smoczyka 2019 – 69. edycja turnieju, który odbył się 24 marca 2019 roku w Lesznie, miał na celu upamiętnienie polskiego żużlowca Alfreda Smoczyka, który zginął tragicznie w 1950 roku. Turniej wygrał Emil Sajfutdinow.

## Wyniki
- Leszno, 24 marca 2019
- Sędzia: Ryszard Bryła
- NCD: Bartosz Smektała – 61,06 w wyścigu 5

| Msc. | Zawodnik            | Klub      | Pkt  |             |  |
| ---- | ------------------- | --------- | ---- | ----------- |  |
| 1    | Emil Sajfutdinow    | Leszno    | 14   | (2,3,3,3,3) |  |
| 2    | Jarosław Hampel     | Leszno    | 12   | (3,2,1,3,3) |  |
| 3    | Bartosz Smektała    | Leszno    | 11+3 | (3,3,3,2,d) |  |
| 4    | Norbert Kościuch    | Toruń     | 11+2 | (1,3,3,2,2) |  |
| 5    | Brady Kurtz         | Leszno    | 10   | (1,3,2,1,3) |  |
| 6    | Janusz Kołodziej    | Leszno    | 9    | (3,t,2,1,3) |  |
| 7    | Jurica Pavlic       | Gniezno   | 8    | (0,1,2,3,2) |  |
| 8    | Tobiasz Musielak    | Łódź      | 8    | (2,2,0,3,1) |  |
| 9    | Piotr Pawlicki      | Leszno    | 7    | (3,1,1,0,2) |  |
| 10   | Dominik Kubera      | Leszno    | 7    | (2,2,0,2,1) |  |
| 11   | Daniel Kaczmarek    | Tarnów    | 6    | (1,2,3,0,0) |  |
| 12   | Damian Baliński     | Rawicz    | 5    | (0,0,1,2,2) |  |
| 13   | Przemysław Pawlicki | Grudziądz | 5    | (1,0,2,1,1) |  |
| 14   | Szymon Szlauderbach | Leszno    | 3    | (2,1,0,0,0) |  |
| 15   | Marcin Nowak        | Poznań    | 3    | (0,1,1,1,0) |  |
| 16   | Kacper Pludra       | Leszno    | 1    | (0,0,0,0,1) |  |
| 17   | Krzysztof Sadurski  | Leszno    | 0    | (0)         |  |
| 18   | Tymoteusz Picz      | Leszno    | 0    | (ns)        |  |

Bieg po biegu
1. [62,57] Hampel, Kubera, Przemysław Pawlicki, Pavlic
2. [61,91] Smektała, Musielak, Kościuch, Nowak
3. [61,81] Kołodziej, Sajfutdinow, Kurtz, Baliński
4. [62,66] Piotr Pawlicki, Szlauderbach, Kaczmarek, Pludra
5. [61,06] Smektała, Kubera, Piotr Pawlicki, Baliński
6. [61,66] Sajfutdinow, Hampel, Nowak, Pludra
7. [61,87] Kurtz, Musielak, Szlauderbach, Przemysław Pawlicki
8. [62,05] Kościuch, Kaczmarek, Pavlic, Kołodziej
9. [62,43] Kaczmarek, Kurtz, Nowak, Kubera
10. [61,53] Smektała, Kołodziej, Hampel, Szlauderbach
11. [63,19] Kościuch, Przemysław Pawlicki, Baliński, Pludra
12. [62,78] Sajfutdinow, Pavlic, Piotr Pawlicki, Musielak
13. [62,59] Musielak, Kubera, Kołodziej, Pludra
14. [62,81] Hampel, Kościuch, Kurtz, Piotr Pawlicki
15. [62,66] Sajfutdinow, Smektała, Przemysław Pawlicki, Kaczmarek
16. [63,44] Pavlic, Baliński, Nowak, Szlauderbach
17. [63,06] Sajfutdinow, Kościuch, Kubera, Szlauderbach
18. [63,09] Hampel, Baliński, Musielak, Kaczmarek
19. [62,41] Kołodziej, Piotr Pawlicki, Przemysław Pawlicki, Nowak
20. [62,01] Kurtz, Pavlic, Pludra, Smektała

### Bieg dodatkowy o 3. miejsce
1. Smektała, Kościuch